# Pierre Salinger
Pour les articles homonymes, voir Salinger.
Pierre Salinger est un journaliste et conseiller en communication politique américain né le 14 juin 1925 à San Francisco (Californie) et mort le 16 octobre 2004 à Cavaillon (Vaucluse).

## Biographie

### Enfance
Né aux États-Unis, d'un père américain, Herbert Salinger, ingénieur des mines, originaire de New York, et d'une mère française, Jehanne Biétry, journaliste, originaire de la région de Belfort, fille de Pierre Biétry, député du Finistère et syndicaliste, dirigeant de la Fédération nationale des Jaunes de France. Pierre Salinger est élevé dans la religion catholique professée par sa mère (son père étant juif).

### Journalisme
Engagé dans la Deuxième Guerre mondiale (1939-1945) dans la marine, il est décoré de la Navy and Marine Corps Medal, pour conduite héroïque, puis commence en 1946 une longue carrière de quarante ans de journaliste, en commençant au San Francisco Chronicle.
En 1947, il est diplômé de l'Université de San Francisco (USF).
Il se fait un nom, enquêtant notamment sur les terribles situations dans les prisons américaines ou encore sur les liens entre le syndicat des camionneurs et la mafia (article dans le Collier's Magazine). Cette dernière enquête lui fait rencontrer Robert Kennedy en 1957. Il avait dans le passé rejoint Adlai Stevenson, candidat démocrate à l'élection présidentielle américaine de 1952 contre le général Dwight Eisenhower.

### Les Kennedy
Sa rencontre avec Robert « Bob » Kennedy va lui permettre de devenir chef des enquêteurs pour le Sénat. À cette occasion il rencontre John Fitzgerald Kennedy, jeune sénateur du Massachusetts. Les frères Kennedy l'introduisent rapidement et il devient un membre du « clan ». En 1960, il est nommé responsable de presse de la campagne de John Kennedy, puis en 1961 porte-parole de la Maison-Blanche, fonction qu'il conservera après l'assassinat de John F. Kennedy, sous la présidence de Lyndon Johnson jusqu'en 1964.
Il devient ensuite sénateur par intérim pendant une courte période, remplaçant le sénateur démocrate Clair Engle (en).
De 1965 à 1968 il est Vice-président de la Continental Airlines.
En 1968, il dirige la campagne à la présidence de Robert Kennedy. Lorsque ce dernier est assassiné le 4 juin 1968, Salinger est à une trentaine de mètres de lui. Bouleversé par cet assassinat, il déménage en France.

### En Europe
Bilingue, il devient grand reporter à l'hebdomadaire français L'Express entre 1973 et 1978. Il prend également la direction de Radio Caraïbes International avec son ami Jacques Dauphin à partir de 1978. Il travaille ensuite pour le réseau de télévision ABC, dont il a notamment dirigé le bureau de Paris (en tant que Chief Foreign Correspondent) puis celui de Londres de 1978 à 1987.
À la fin des années 1980, il figure également, avec d'autres personnalités comme François Spoerry, Paul-Loup Sulitzer et Jean-Pierre Thiollet, parmi les membres d'Amiic, organisation mondiale pour l'investissement immobilier et la construction implantée à Genève (dissoute en 1997).
Lors de l'explosion du vol 800 TWA en 1996 au large de Long Island, Salinger annonce (dans une conférence privée) que les services secrets français lui ont communiqué des documents prouvant que l'US Navy est à l'origine du crash. Or, il s'avère qu'il a repris une information diffusée sur le net depuis un moment par Richard Russell du FOIA, ce qu'il essaiera en vain de nier. Depuis, aux États-Unis, on dit d'une personne qui croit vrai tout ce qu'elle lit sur Internet qu'elle est atteinte du « syndrome Pierre Salinger ».
En 1993 il est nommé Vice-président directeur général de Burson Marsteller (Vice-Chairman) à Washington (D.C.). Il travaille pour la communication du président du Gabon, Omar Bongo.
En 2000, respectant sa promesse de quitter son pays pour la France si George W. Bush devenait président, Pierre Salinger quitte définitivement les États-Unis, et s'installe en France, où il vit, jusqu'à sa mort, avec sa quatrième épouse, Nicole (née Beauvillain, ex-épouse de Menthon), surnommée « Poppy » à la Bastide Rose dans le village du Thor (Vaucluse), près d'Avignon.
En 2004, quelques mois avant sa disparition, il écrit une dernière préface pour le livre de l'un de ses fidèles amis, le journaliste Benoit Clair, ouvrage consacré à la campagne électorale de John Kerry, Objectif Maison-Blanche. À la même période, la Poppy and Pierre Salinger Foundation est créée afin de favoriser le rapprochement franco-américain par le biais de l'art et de la culture.
Il est inhumé au cimetière national d'Arlington, près de Washington, où repose John F. Kennedy. Après la mort de son président d'honneur, la Poppy and Pierre Salinger Foundation inaugure en 2006 à la Bastide rose, le musée Pierre-Salinger, afin d'honorer une personnalité éminente du monde journalistique et politique du XXe siècle.

### Vie privée
En 1947 il épouse Renée Labouré le 1er Janvier à Reno (Nevada) dont il a trois enfants, Marc en 1948 (décédé en 1977), Suzanne en 1951 (décédée en 1995) et Stephen en 1952. Ils divorcent et, le 27 juin 1957, il convole avec Nancy Brook Joy à New York.
En 1965 c'est à Paris qu'il épouse Nicole Gillmann le 18 juin à Paris, leur fils Gregory, naît en 1966.

En 1989 Nicole (« Poppy ») Beauvillain de Menthon, devient sa femme, le 17 juin à Londres.

## Décoration
- Chevalier de la Légion d'honneur
- Navy and Marine Corps Medal